# Rechberg (Schwäbisch Gmünd)
Rechberg ist der jüngste Stadtteil von Schwäbisch Gmünd im Ostalbkreis in Baden-Württemberg.

## Geographie

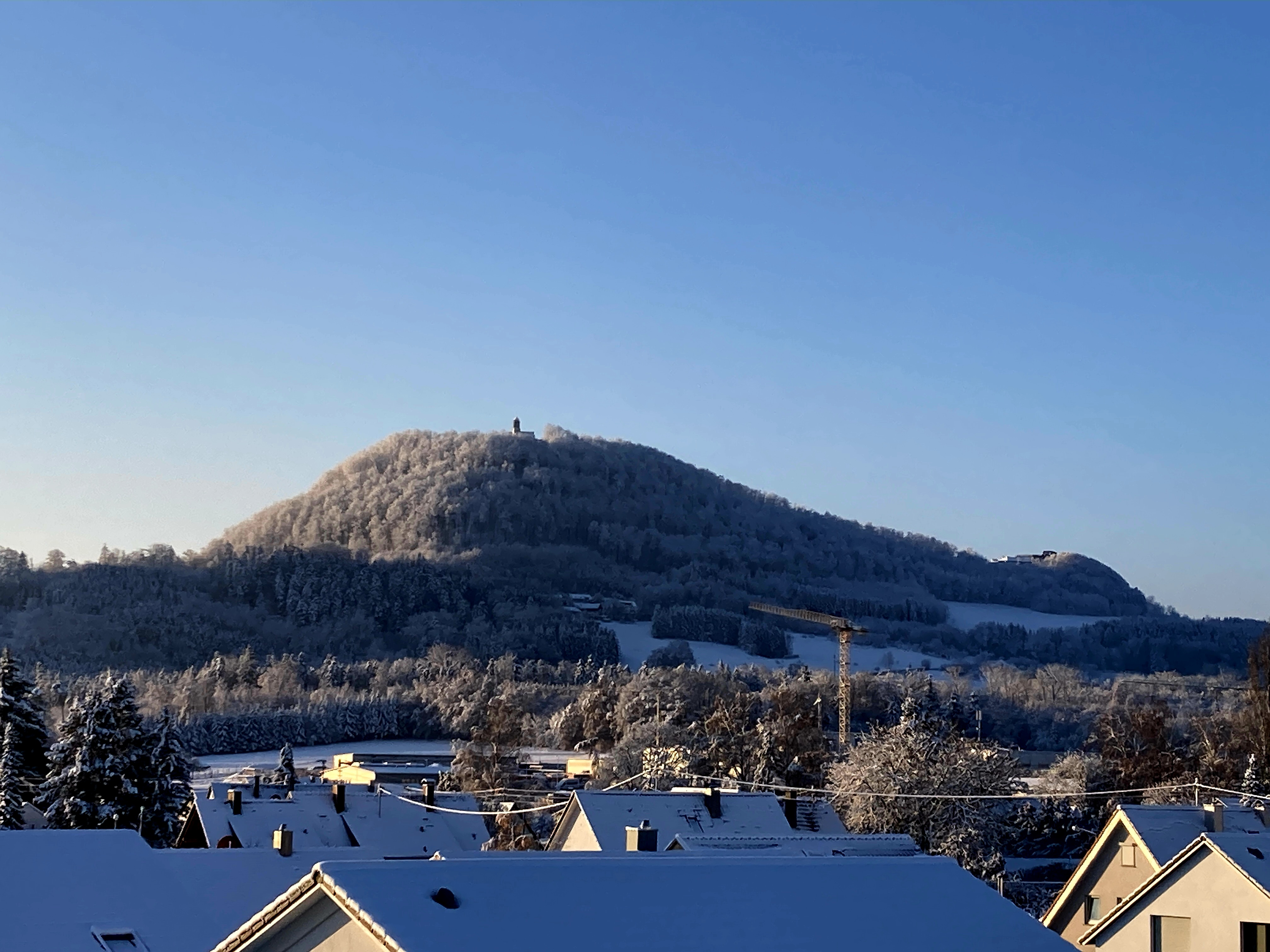
Rechberg mit Ruine, von Straßdorf gesehen

### Geographische Lage
Der Stadtteil Rechberg liegt rund fünf Kilometer südlich der Stadt Schwäbisch Gmünd am Fuße des gleichnamigen Rechbergs, einem der Drei Kaiserberge.

### Geologie
Die Gesteinsschichten der Gemarkung Rechberg wurden in der Jura-Zeit von dem sich zunächst ausdehnenden Jurameer abgelagert. Die vorherrschenden Gesteinsschichten der Gemarkung gehören vor allem zum Mitteljura. Einziger Zeuge der darüberliegenden Oberjura-Schichten ist der Rechberg. Der Berg ist also ein sogenannter Zeugenberg, besteht aus Oberjura-Gesteinen. Die Gesteine des Rechberges wurde in einer tektonischen Grabenstruktur vor der Erosion besser geschützt. als die umgebenden Gesteine, so dass der Rechberg heute als charakteristische Bergkuppe von der Verwitterung herausgeformt wurde.

### Landschaft
Noch Mitte des 19. Jahrhunderts prägten Schaf- und Ziegenweiden das Landschaftsbild. Ab 1870 wurden die Berghänge teilweise mit Buchenwäldern aufgeforstet. Heute sind die Berghänge bewaldet, die Unterhänge werden als Intensivwiesen, Streuobstwiesen und Mischwald genutzt.
Seit 1955 ist die gesamte Markung Rechberg, mit Ausnahme der Siedlungsflächen, Landschaftsschutzgebiet.

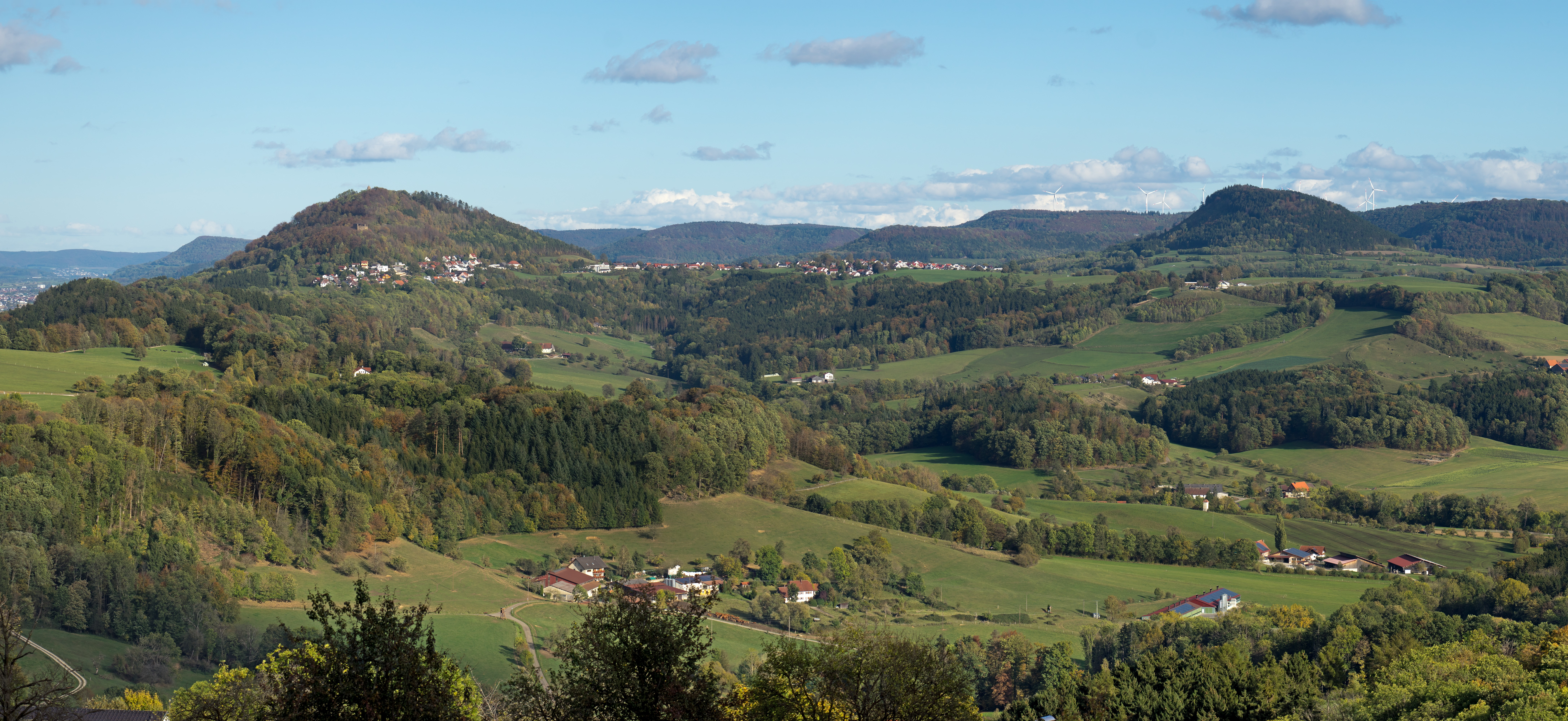
Lage von Rechberg am gleichnamigen Berg. Ansicht vom Osthang des Hohenstaufen

### Gliederung

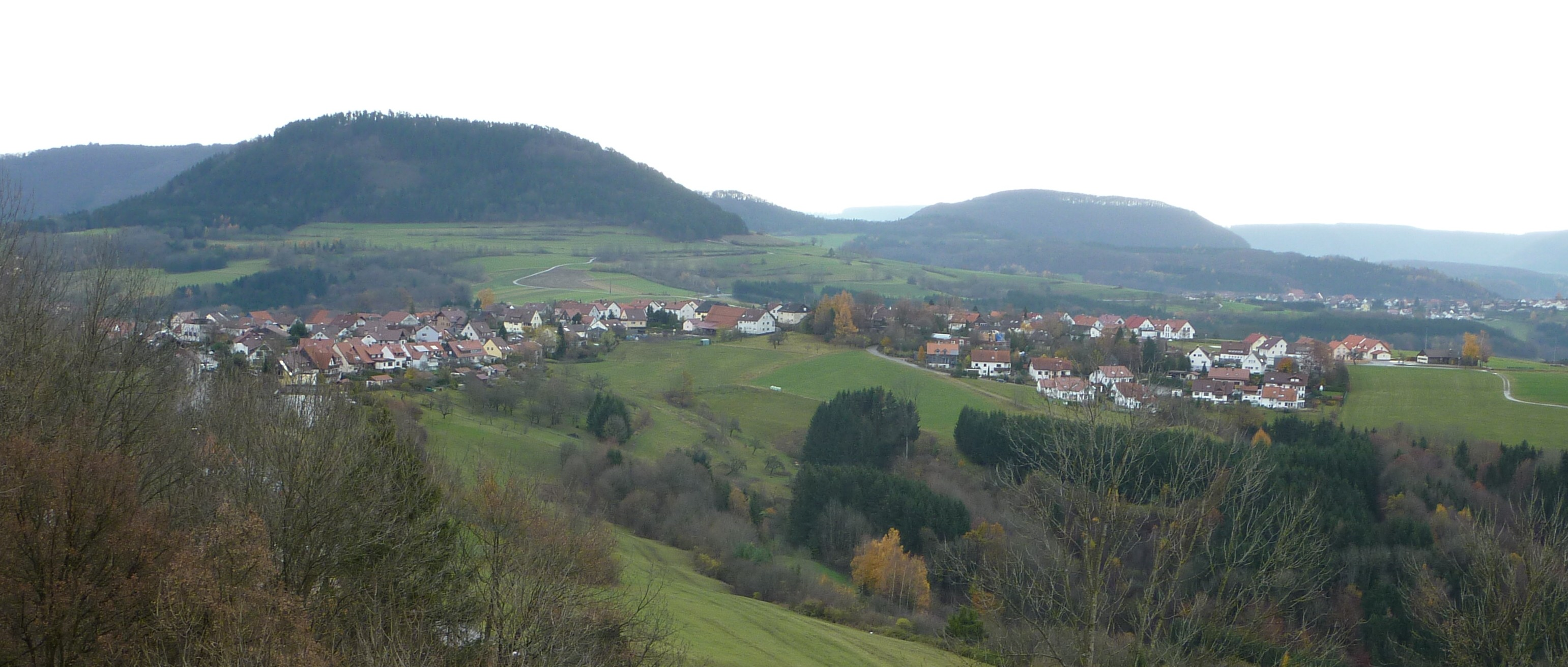
Rechberg Vorderweiler

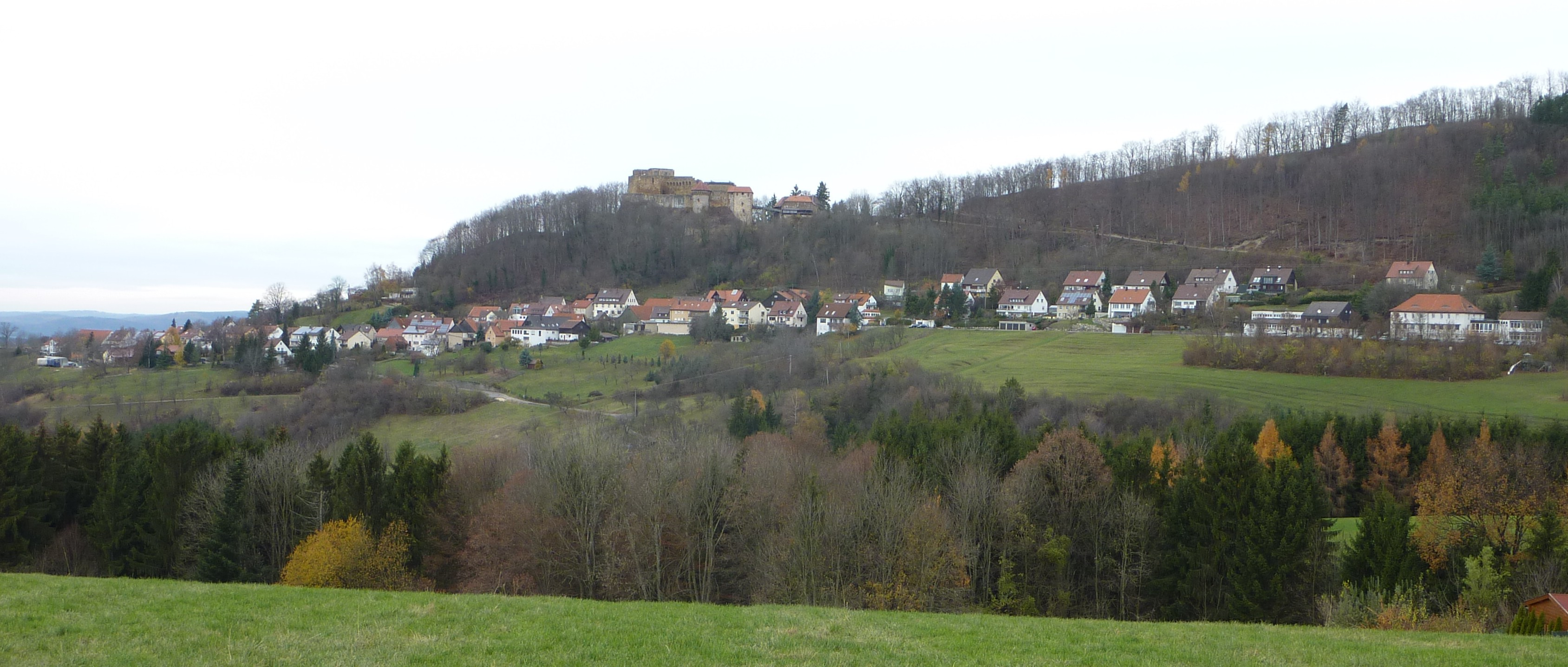
Rechberg Hinterweiler

Der Ort besteht aus den Teilorten Vorderweiler, Hinterweiler und mehreren Gehöften. Auf der Gemarkung des Ortes liegt der Berg Rechberg mit den beiden Gipfeln Schloßberg und Kirchberg.

### Klima

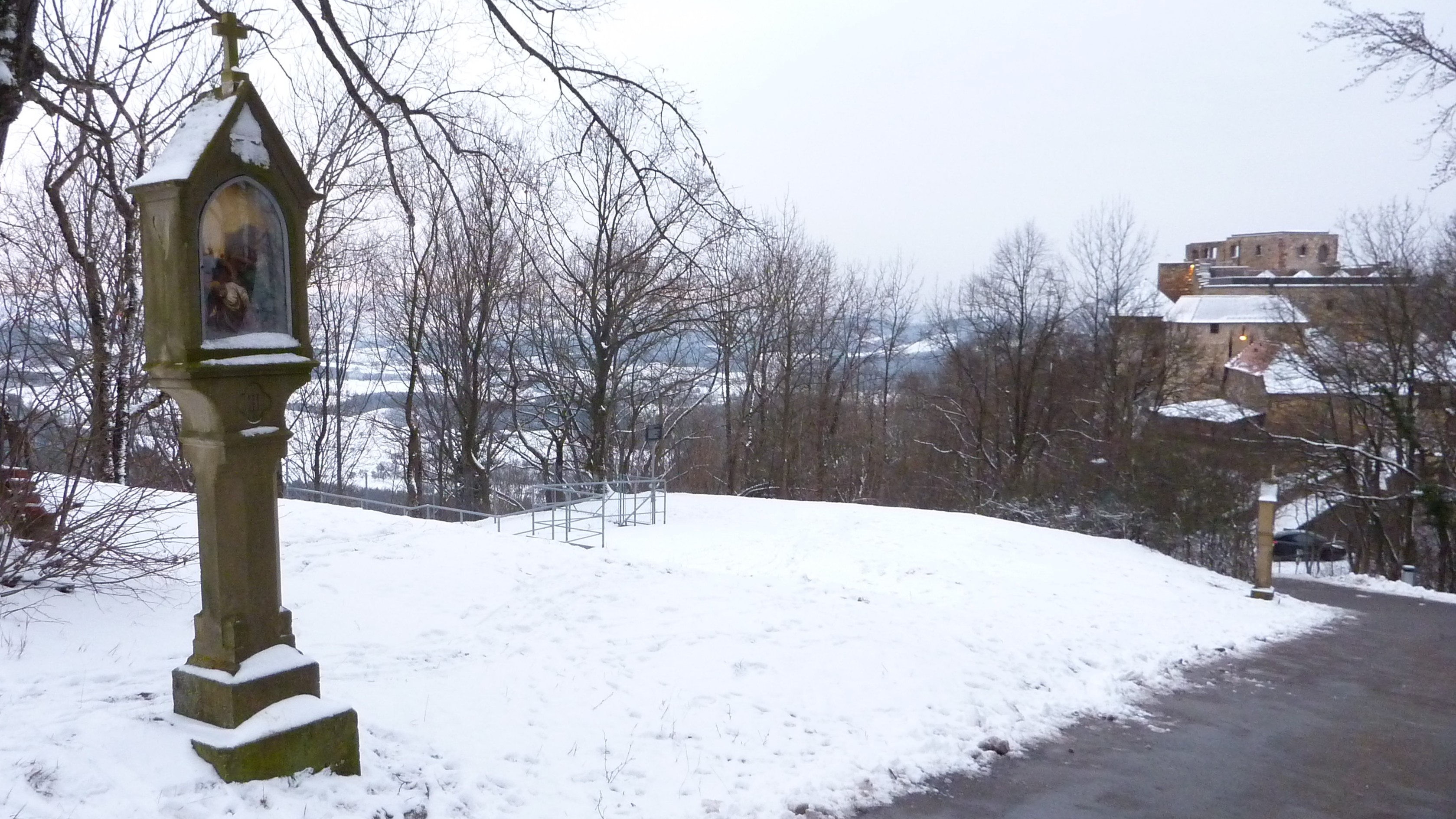
Station am Kreuzweg im Winter

Messungen im Zeitraum von 1939 bis 1961 ergaben ein mittlerer Jahresniederschlag von ca. 1000 mm pro m² und Jahr und eine mittlere Jahrestemperatur von 7,3 °C. Im Zeitraum von 1961 bis 1990 ergab sich ein mittlerer Jahresniederschlag von ca. 1015 mm pro m² und Jahr und eine mittlere Jahrestemperatur von 7,8 °C. Das Klima wird daher als gemäßigt-montan eingestuft. Die Messungen fanden an Klimastationen in Schwäbisch Gmünd und Geislingen/Stötten statt.

## Geschichte

### Ortsgeschichte

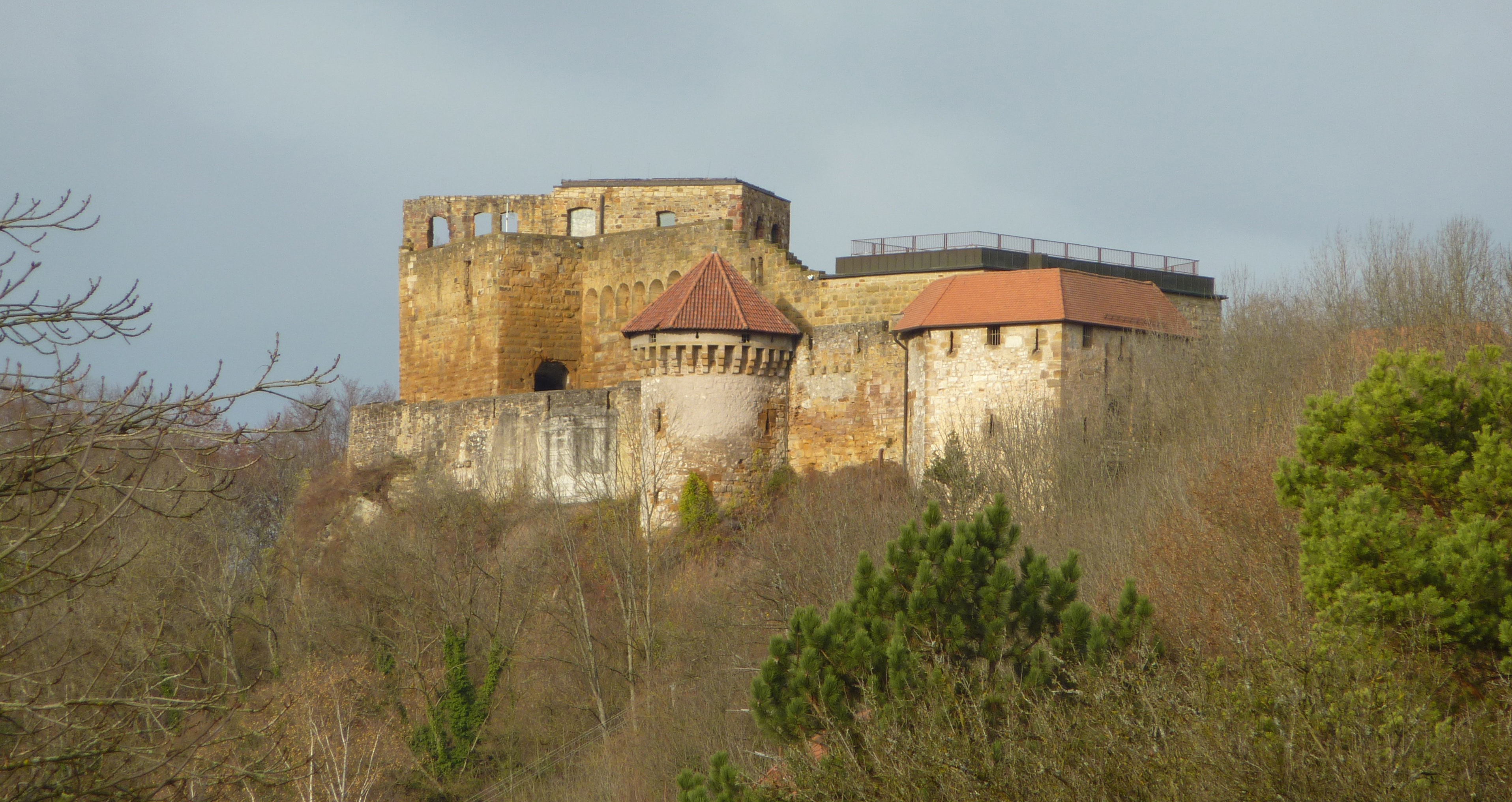
Ruine Hohenrechberg

Erste urkundliche Erwähnung in einer Urkunde Kaiser Friedrichs I. (Barbarossa) im Jahre 1179. Hierin unterschreibt Ulrich von Rechberg als „Ulricus de Rehperg“ als Zeuge.

Vorderweiler wird erstmals 1355 als „by Rechberg w(e)yer“ genannt. Hinterweiler ist vermutlich im 15. Jahrhundert aus einem Bau- oder Burghof unterhalb der Burg entstanden.

Bei einer Bürgeranhörung am 20. Januar 1974 stimmten bei einer Wahlbeteiligung von 91 % lediglich 63 Bürger für eine Eingemeindung nach Schwäbisch Gmünd. 638 Bürger votierten für eine Beibehaltung der Selbständigkeit der Gemeinde. Am 1. Januar 1975 wurde die Gemeinde gegen ihren Willen in die Stadt Schwäbisch Gmünd eingemeindet, was vom Staatsgerichtshof in einem Urteil vom 6. November 1975 bestätigt wurde. Seit 15. Juli 1979 ist Rechberg staatlich anerkannter Erholungsort.

### Einwohnerentwicklung
Die Einwohnerzahlen sind Schätzungen, Volkszählungsergebnisse (¹) oder amtliche Fortschreibungen der jeweiligen Statistischen Ämter (nur Hauptwohnsitze).
| Jahr               | Einwohner |
| ------------------ | --------- |
| 21. September 1842 | 688       |
| 6. Mai 1844        | 730       |
| 27. Dezember 1844  | 800       |
| 19. Juni 1875      | 850       |
| 14. Juni 1895 ¹    | 668       |
| 3. Februar 1908    | 711       |

| Jahr              | Einwohner |
| ----------------- | --------- |
| 6. Juni 1961 ¹    | 1032      |
| 27. Mai 1970 ¹    | 1264      |
| 11. November 2009 | 1363      |
| Dezember 2011     | 1325      |

¹ Volkszählungsergebnis

## Politik

### Bürgermeister und Ortsvorsteher
seit 1946:

| Name             | Amtszeit                           | Titel         |
| ---------------- | ---------------------------------- | ------------- |
| Engelbert Zeller | 23. März 1946 bis 28. Februar 1966 | Bürgermeister |
| Gert Stier       | 1. März 1966 bis 31. Dezember 1974 | Bürgermeister |
| Karl Gaugele     | 20. April 1975 bis 19. Juni 1975   | Ortsvorsteher |
| Bernhard Seitz   | 19. Juni 1975 bis 26. Januar 1981  | Ortsvorsteher |

| Name              | Amtszeit                                | Titel           |
| ----------------- | --------------------------------------- | --------------- |
| Gerhard Maier     | 26. Januar 1981 bis 22. Januar 1990     | Ortsvorsteher   |
| Josef Kübler      | 22. Januar 1990 bis 16. September 1994  | Ortsvorsteher   |
| Karl Weber        | 16. September 1994 bis 5. Dezember 2007 | Ortsvorsteher   |
| Anne Zeller-Klein | seit dem 5. Dezember 2007               | Ortsvorsteherin |

### Wappen
| Wappen von Rechberg | Blasonierung: „In Gold (Gelb) auf grünem Berg ein schreitender roter Rehbock.“ |
| Wappen von Rechberg | Wappenbegründung: Das Wappen wurde 1919 verliehen. Der rote Rehbock entstammt dem Wappen der Grafen von Rechberg-Rothenlöwen und ist in Verbindung mit dem grünen Berg ein redendes Wappen. Rot und Gold sind die Farben des Hauses Rechberg. |

### Banner
Beschreibung des Banners:„Das Banner ist rot-gelb längsgestreift mit dem aufgelegten Wappen oberhalb der Mitte.“

## Kultur und Sehenswürdigkeiten

### Bauwerke

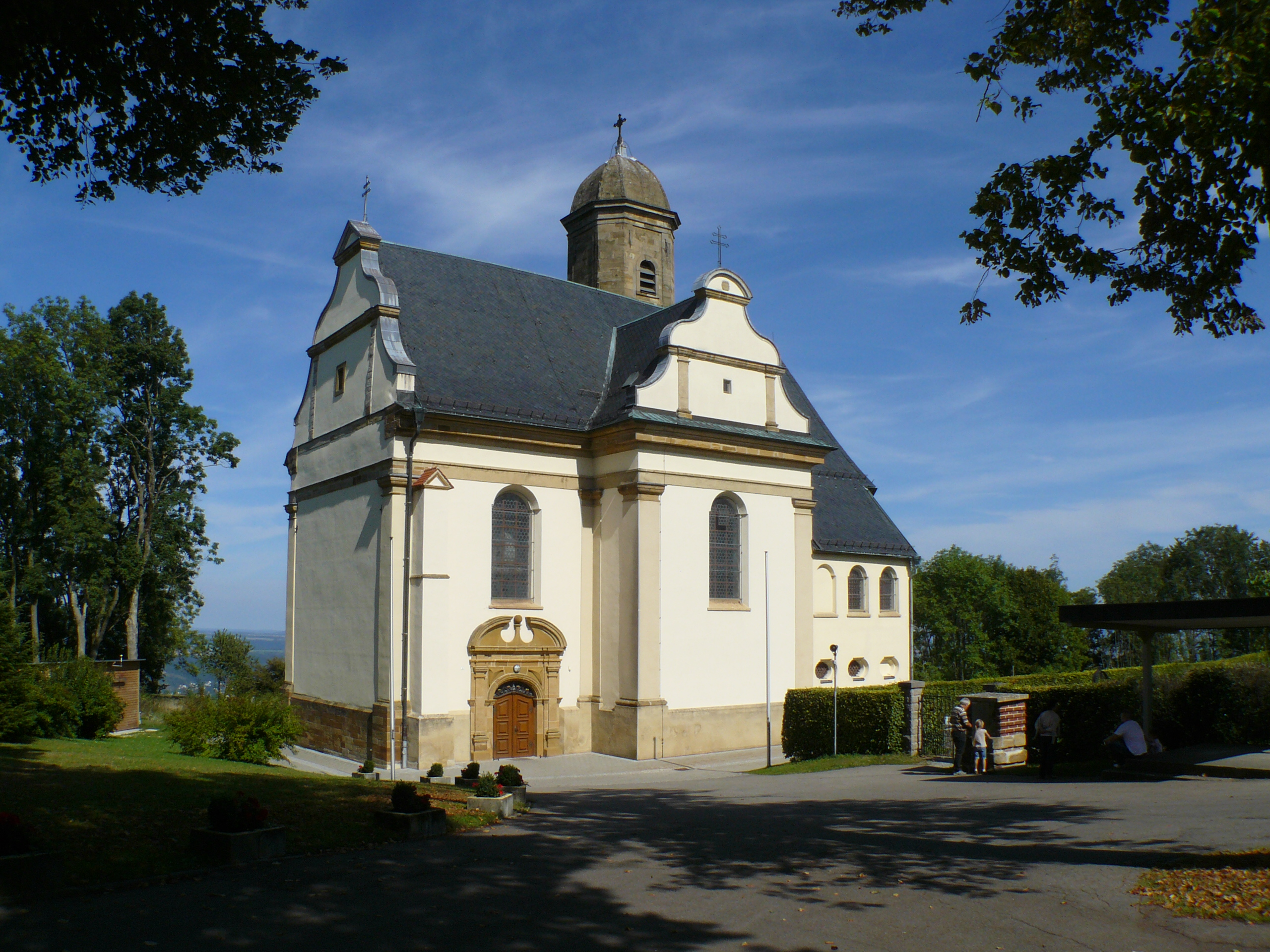
Wallfahrtskirche St. Maria auf dem Hohenrechberg

- Wallfahrtskirche St. Maria Hohenrechberg. Die Barocke Kirche wurde durch den Baumeister Valerian Brenner von 1686 bis 1688 erbaut. Das Herzstück des Altars in der Kirche ist eine Marienfigur aus dem frühen 14. Jahrhundert.

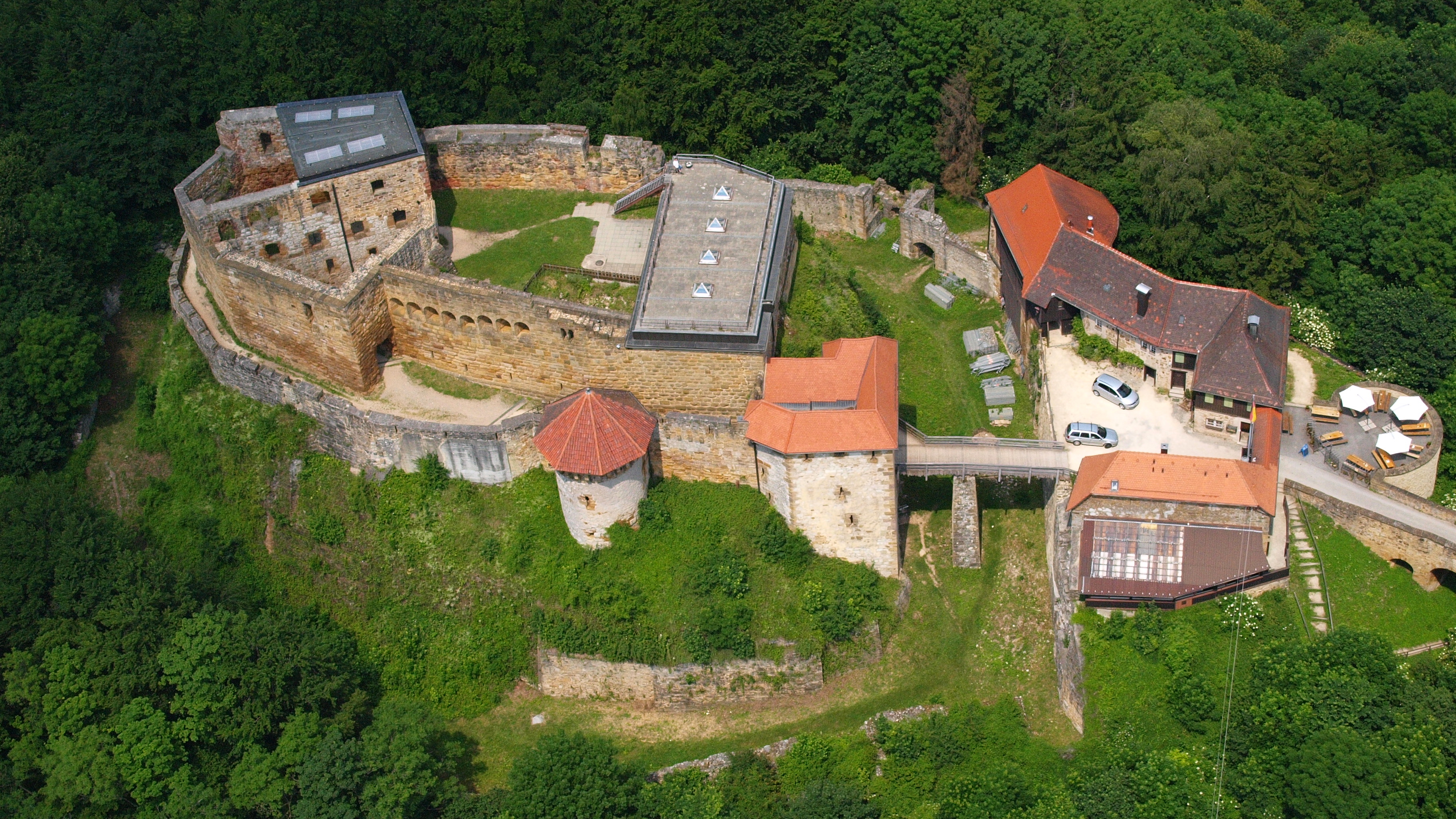
Schwäbisch Gmünd – Ruine Hohenrechberg

- Ruine Hohenrechberg. Die staufische Burg wurde im Jahre 1179 zum ersten Mal erwähnt. Sie war lange Zeit Stammburg der Grafen von Rechberg. Durch ein von einem Blitzschlag ausgelöstes Feuer wurde die Burg im Jahre 1865 zur Ruine.

### Pfade und Wege
- Geologischer Pfad: Der Wanderweg führt vom Hölltal (Schwäbisch Gmünd) bis zum Kirchberg des Berges Rechberg. Er überwindet auf rund 5 Kilometern 392 Höhenmeter. Die dabei durchquerten Gesteinsschichten werden auf 24 Hinweistafeln erklärt.[9]
- Kreuzweg: Seit 1891 wird der Weg von der Ruine Hohenrechberg zur Wallfahrtskirche durch einen Kreuzweg flankiert.

## Wirtschaft und Infrastruktur

### Bildung
Im Ort gibt es einen Kindergarten mit zwei Gruppen.
In der Scherr-Grundschule werden vier Grundschulklassen unterrichtet (Stand 2010).

### Gastronomie
Es gibt zwei gastronomische Einrichtungen: die Burgschänke im Vorhof der Burgruine und das Restaurant "Zum Roten Löwen" im Ort.

## Persönlichkeiten

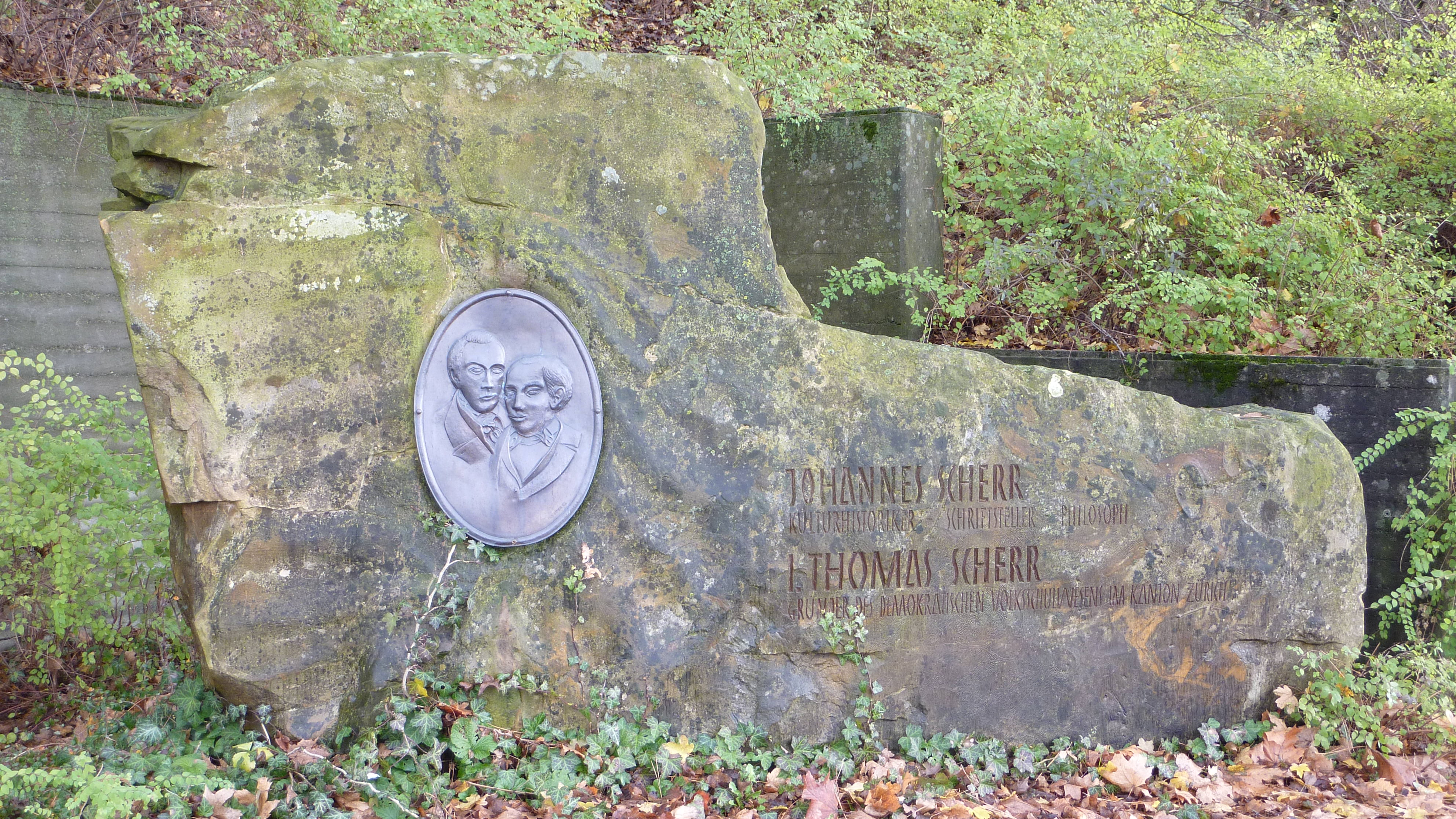
Denkmal für die Brüder Scherr bei der Scherr-Grundschule

### Söhne und Töchter der Gemeinde
- Ignaz Thomas Scherr (1801–1870), Schulreformer
- Johannes Scherr (1817–1886), Kulturhistoriker und Schriftsteller
- Konrad Kümmel (1848–1936), Schriftsteller und Päpstlicher Hausprälat

### Persönlichkeiten die vor Ort gewirkt haben
- Franz Reinisch (1903–1942), Widerstandskämpfer gegen den Nationalsozialismus, kurzzeitig Pfarrer in Rechberg

## Sagen
Die Sage von Klopferle vom Rechberg handelt vom Tode des Grafen Ulrich II († 1496). Er und seine Frau Anna nutzten seinen Hund um sich Nachrichten zu schicken. Bereits während ihrer Brautzeit soll der Hund diese Nachrichten, von Burg zu Burg, in einer Tasche an seinem Halsband transportiert haben. Eines Tages als der Graf verreist war, betete seine Frau in der Schlosskapelle für die glückliche Rückkehr ihres Gatten. Während des Gebetes wurde sie durch lautes Klopfen gestört. Als sie nach dem dritten Klopfen die Tür öffnete, fand sie den Hund ihres Mannes vor der Tür. Sie öffnete die Ledertasche am Halsband des Hundes. Da die Tasche leer war ahnte sie, dass etwas geschehen war. Wenig später erhielt sie die Nachricht vom Tode ihres Gatten.
Seither, so die Sage, hört man jedes Mal ein Klopfen, wenn eines von der Rechbergischen Familie im Sterben liegt.
Die Darstellung des treuen Hundes in Verbindung mit dem Rechberger Adelsgeschlecht taucht an verschiedensten Stellen immer wieder auf.
Die Darstellungen finden sich teilweise bis ins 18. Jahrhundert.